# Amphithéâtre de Caligula
L'amphithéâtre de Caligula (latin : Amphitheatrum Caligulae) est un amphithéâtre de Rome du Ier siècle situé sur le Champ de Mars à l'existence éphémère, ayant été détruit quelques années seulement après le début des travaux.

## Localisation
L'amphithéâtre se trouvait sur le Champ de Mars, probablement à proximité des Saepta Julia, l'arc portant l'inscription commémorant la restauration de la partie endommagée de l'Aqua Virgo se trouvant juste au nord des Saepta.

## Histoire
Les travaux sont commencés par l'empereur Caligula, entre 37 et 41 ap. J.-C.,, qui souhaite doter la ville d'un deuxième amphithéâtre de pierre après celui de Statilius Taurus.
Claude abandonne la construction de son prédécesseur et le fait détruire avant qu'il ne soit achevé. Puis vers 46 ap. J.-C., il fait réparer l'aqueduc de l'Aqua Virgo qui a été endommagé par la construction de l'amphithéâtre. Ces travaux de restauration sont signalés sur une inscription de l'arc de Claude qui fait partie intégrante de l'aqueduc et qui enjambe la Via Lata (« […] AQUAE VIRGINIS DISTVRBATOS PER C(AIVM) CAESAREM […] »).